# 泰勒氏病
泰勒氏病（英語：Theiler's disease）是一种马急性肝炎，死亡率达90%。该病能引发昏睡、厌食、血液肝酶水平升高、黄疸、发热、失明和昏迷，该病常常在马场向暴露在某些毒素和病源的马注射免疫血清后发病。